# 大亮 (小惑星)
大亮（だいすけ、16826 Daisuke）は小惑星帯に位置する小惑星。埼玉県のアマチュア天文家、佐藤直人が1997年11月に秩父市で発見した。
宇宙航空研究開発機構 (JAXA) のエンジニアで、月周回探査機「かぐや (SELENE)」の電磁適合性設計のリーダーとして活躍した宮島大亮（1958-2007）に因んで、2010年11月に命名された。